# Abicada
Abicada (villa romana de Abicada) ist die Bezeichnung römischer Ruinen nördlich der Gemeinde Alvor im Kreis Portimão (Distrikt Faro), Algarve, Portugal. Die Ruinen liegen auf einem Hügel an der Mündung des Rio de Alvor. Das als villa maritima klassifizierte Bauwerk zeichnet sich durch seine anspruchsvolle Architektur mit einem sechseckigen Innenhof aus. Die Villa enthält gut erhaltene Mosaiken und stammt mutmaßlich aus dem 4. Jahrhundert nach Chr. Der Sporn selbst wurde vom 1. bis 5. Jahrhundert nach Christus besiedelt.
Koordinaten: 37° 9′ N, 8° 36′ W

## Lage

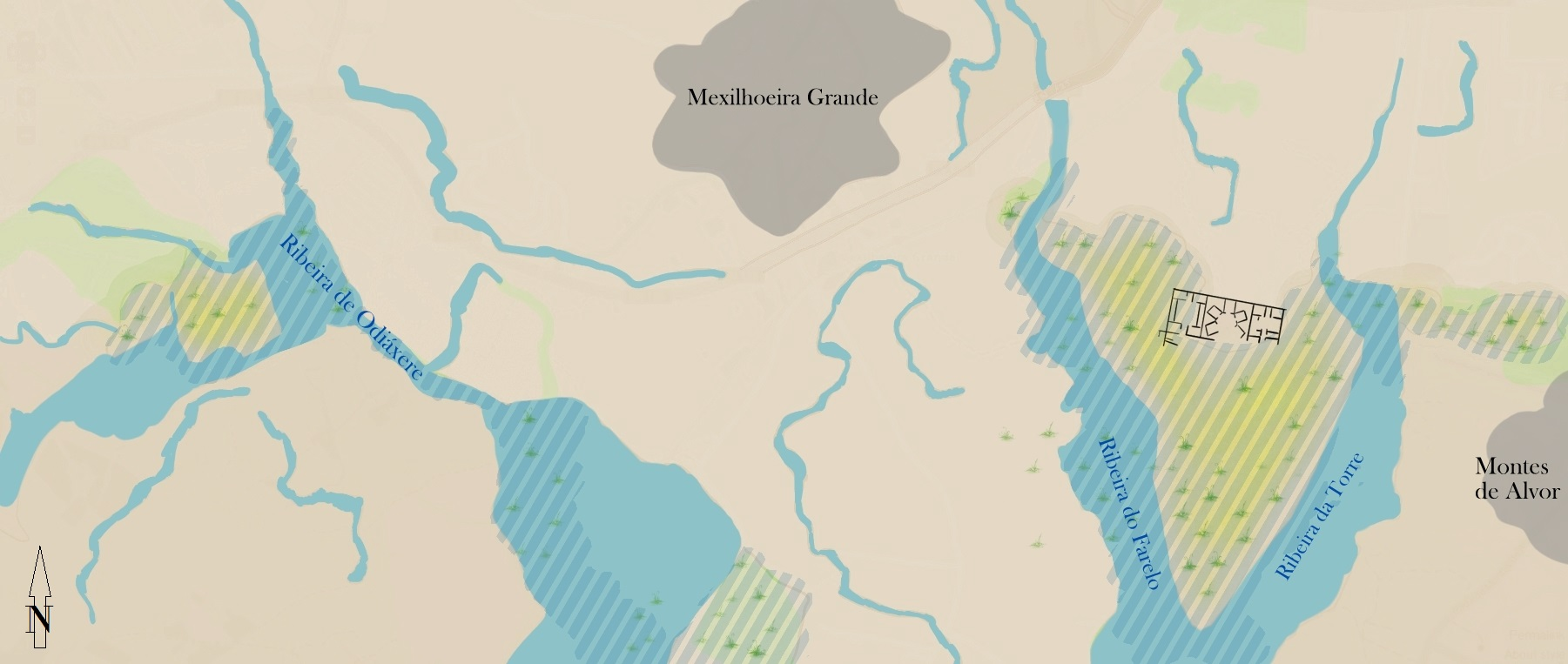
Lage der Fundstelle (Freihandzeichnung – nicht maßstabsgetreu)

Das Umfeld der Quinta da Abicada setzt sich aus den Flusstälern des Ribeira de Bensafrim, Ribeira do Farelo und des Ribeira de Torres sowie dem Arade-Fluss zusammen.
Der Komplex befindet sich auf einem zwischen Mexilhoeira Grande und Alvor gelegenen südlich vorstehenden Geländesporn. Der Sporn liegt etwa acht Meter über dem Meeresspiegel und wird von den unmittelbar südlich in die Ria de Alvor mündenden Flüssen Ribeira do Farelo und Ribeira de Senhora do Verde umflossen.
Die noch vorhandenen Gebäudeteile sind durch Hangerosion teils stark beschädigt.

## Historischer Kontext
Die hohe Dichte eisenzeitlicher Fundstellen in der Umgebung deutet auf eine Siedlungskontinuität der einheimischen Bevölkerung in den noch zu römischer Zeit genutzten Arealen hin. Anhand des Fundmaterials lässt sich eine Nutzung der Anlage vom 1. bis zum 5. Jahrhundert n. Chr. nachweisen. Über die frühe Phase der Anlage ist weder über die Größe noch den Aufbau etwas bekannt, diese ist aber über das vorhandene Fundgut belegt. In tetrachischer Zeit wurde die Anlage zu den nun sichtbaren Überresten ausgebaut, wodurch eine typische villa maritima mit einer 50 m langen portikus und mit Blick auf das offene Meer entstand. Danach kam es noch zu einem nicht näher datierbaren Umbau und dem Einbau des nördlichen Kanalsystems sowie im 4. und 5. Jahrhundert n. Chr. zu einer Umgestaltung des Bereichs A.
| Siedlungsphasen | Datierung                                 | Baubefunde                                  |
| --------------- | ----------------------------------------- | ------------------------------------------- |
| I               | 2. Hälfte 1. Jahrhundert – 3. Jahrhundert | keine                                       |
| IIa             | 4. Jahrhundert (?) tetrarchisch           | Kernbau A–C                                 |
| IIb             | (?)                                       | Tür A1/2, Drainage E                        |
| III             | 4.–5. Jahrhundert                         | Neuaufteilung der N-Hälfte von Baueinheit A |

## Forschungsgeschichte

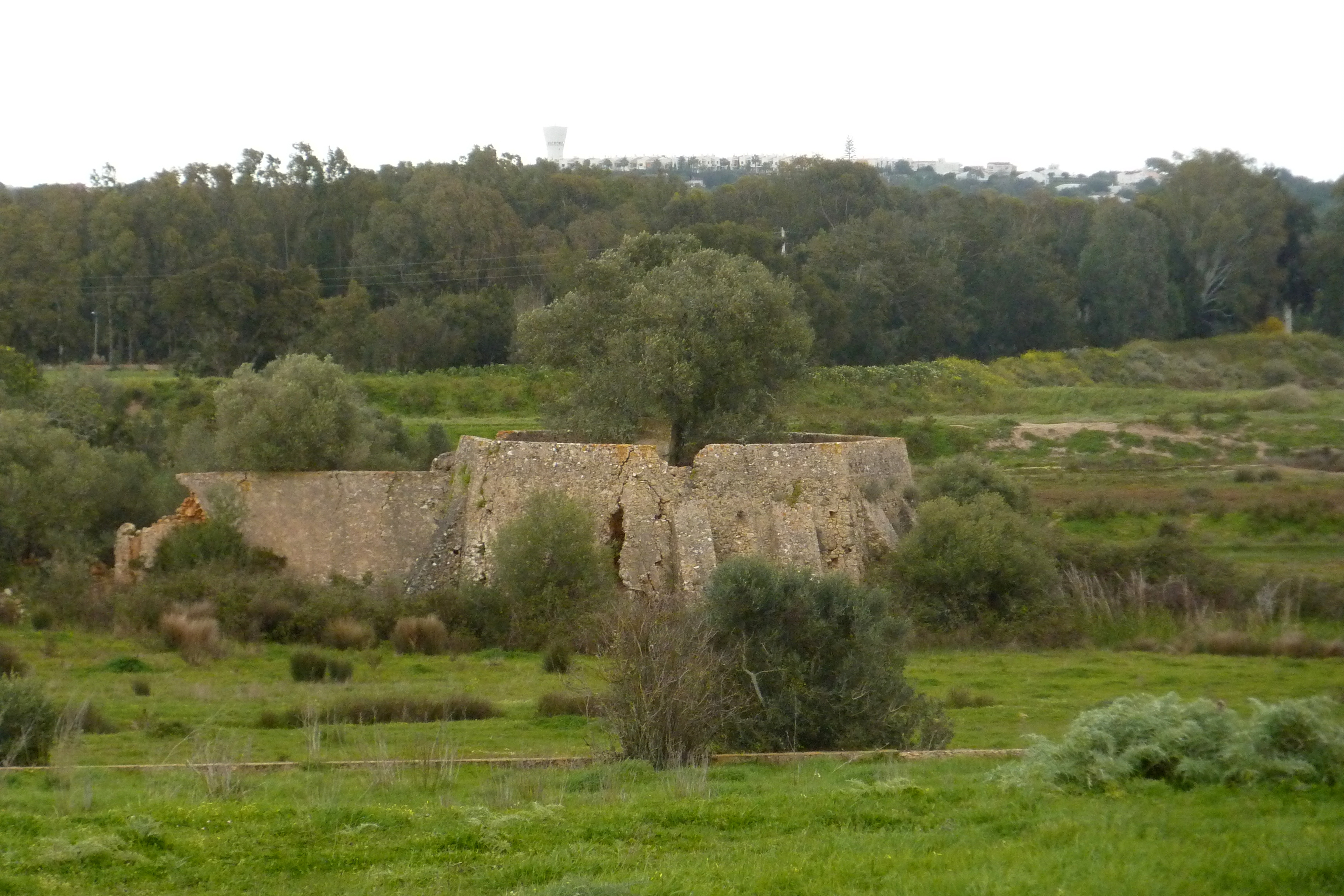
Turmruine nahe der Villa

Erstmals erwähnt wurde die Fundstelle 1917 in der Zeitschrift O Arqueólogo Português von José Leite de Vasconcellos, der sie ein Jahr zuvor anhand von Dachziegeln, Mauerresten und Mosaiken entdeckt hatte. Der Notar José Formosinho stellte 1937/1938 erste archäologische Untersuchungen an. Die dabei gemachten Funde befinden sich im nach ihm benannten Museum in Lagos.
1940 wurde die Stätte unter Denkmalschutz gestellt. In den folgenden Jahren erschienen mehrere Artikel, die sich mit den Einzelfunden und Mosaiken beschäftigten. Von 1984 bis 1989 führte die zuständige Denkmalbehörde (IPPAR) notwendige Konservierungsarbeiten durch, da die Anlage durch Erosion, Touristen und den Landbesitzer in Mitleidenschaft gezogen worden war.
1999 bis 2003 folgten Untersuchungen durch die Johann-Wolfgang-Goethe-Universität Frankfurt am Main unter der Leitung von Felix Teichner. Er legte 2008 eine wissenschaftliche Aufarbeitung des Areals und der Einzelfunde vor.

## Geoarchäologische Untersuchungen

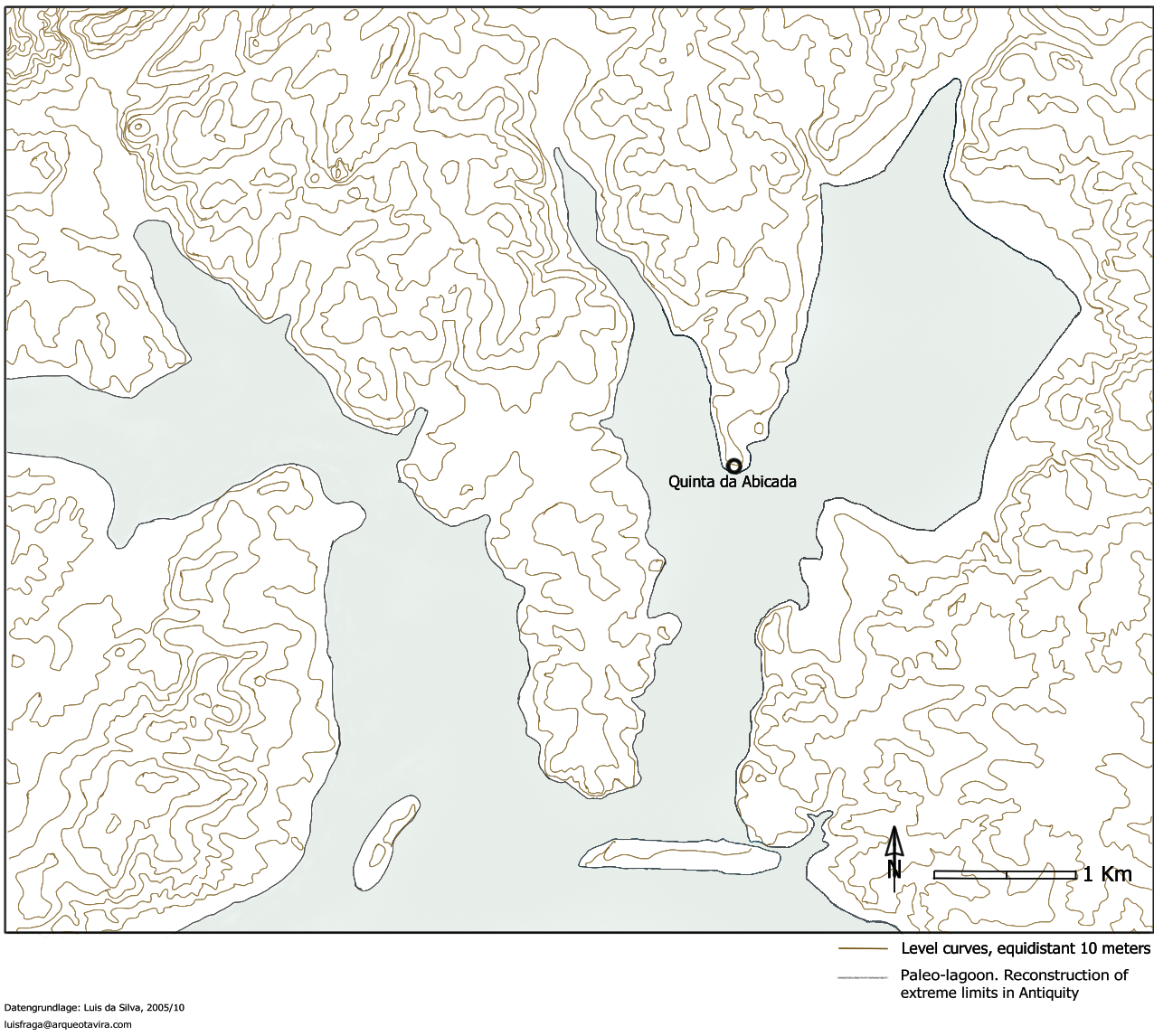
Küstenlinienrekonstruktion

Die ersten Sondagen durch das zuständige Denkmalamt (IPPAR) fanden von 1984 bis 1989 statt, die Ergebnisse sind unpubliziert. 1999 prospektierte die Firma Posselt & Zickgraf an der Fundstelle und entdeckte eine den Geländesporn umgebende Mauerlinie am unmittelbaren Rand des Brackwasserbereiches. Im Jahr 2000 erstellten Mitarbeiter der irischen Universität Galway genaue topografische und geomagnetische Aufnahmen. Letztere erzielten allerdings aufgrund starker metallischer Verunreinigung des westlich und östlich mit Bauschutt angefüllten Geländeteils keine verwertbaren Ergebnisse.
Ab 2006 wurden von der Deutschen Forschungsgemeinschaft (DFG) finanzierte geophysikalische Untersuchungen zur geoarchäologischen Rekonstruktion der jungholozänen Landschaftsgeschichte an der Algarve vom Bereich für Vor- und Frühgeschichte und dem Institut für Geographie der Universität Jena durchgeführt. In der Lagune von Abicada wurden Rammkernsondierungen und geoelektrische Untersuchungen vorgenommen.
Durch geophysikalische Untersuchungen wurde unweit der villa ein Kai identifiziert.
Neueste Untersuchungen ergaben eine zunehmende Verlandung der Flussmündung seit der Bronzezeit. Während der Kaiserzeit entstanden brackige Bedingungen sowie eine sandige Barriere gegen das offene Meer, die auch heute noch die Landschaft um die villa prägen. Trotz der Verlandung dürften die verbleibenden fluvialen Gewässer einen freien Zugang zwischen der Siedlung, dem Kai und dem offenen Meer gewährleistet haben.
So lag die heute im Landesinneren gelegene villa zu ihrer Hochzeit direkt am Wasser. Durch die Verlandung wanderte die Küstenlinie Richtung Süden. Das führte dazu, dass einst unter Wasser liegende Areale sich heute oberhalb der Wasserlinie befinden. Die einstige Bucht entwickelte sich so zu einem durch fluviale Einträge brackig gewordenen Flussdelta, das die Bucht nach und nach verfüllte. Die starken landschaftlichen Veränderungen hatten mutmaßlich tiefgreifende Auswirkungen auf die maritimen Ressourcen, welche die Grundlage der lokalen Wirtschaft gewesen sein dürften. In unmittelbarer Nähe waren und sind keine großen landwirtschaftlich nutzbaren Flächen vorhanden.

## Die Anlage

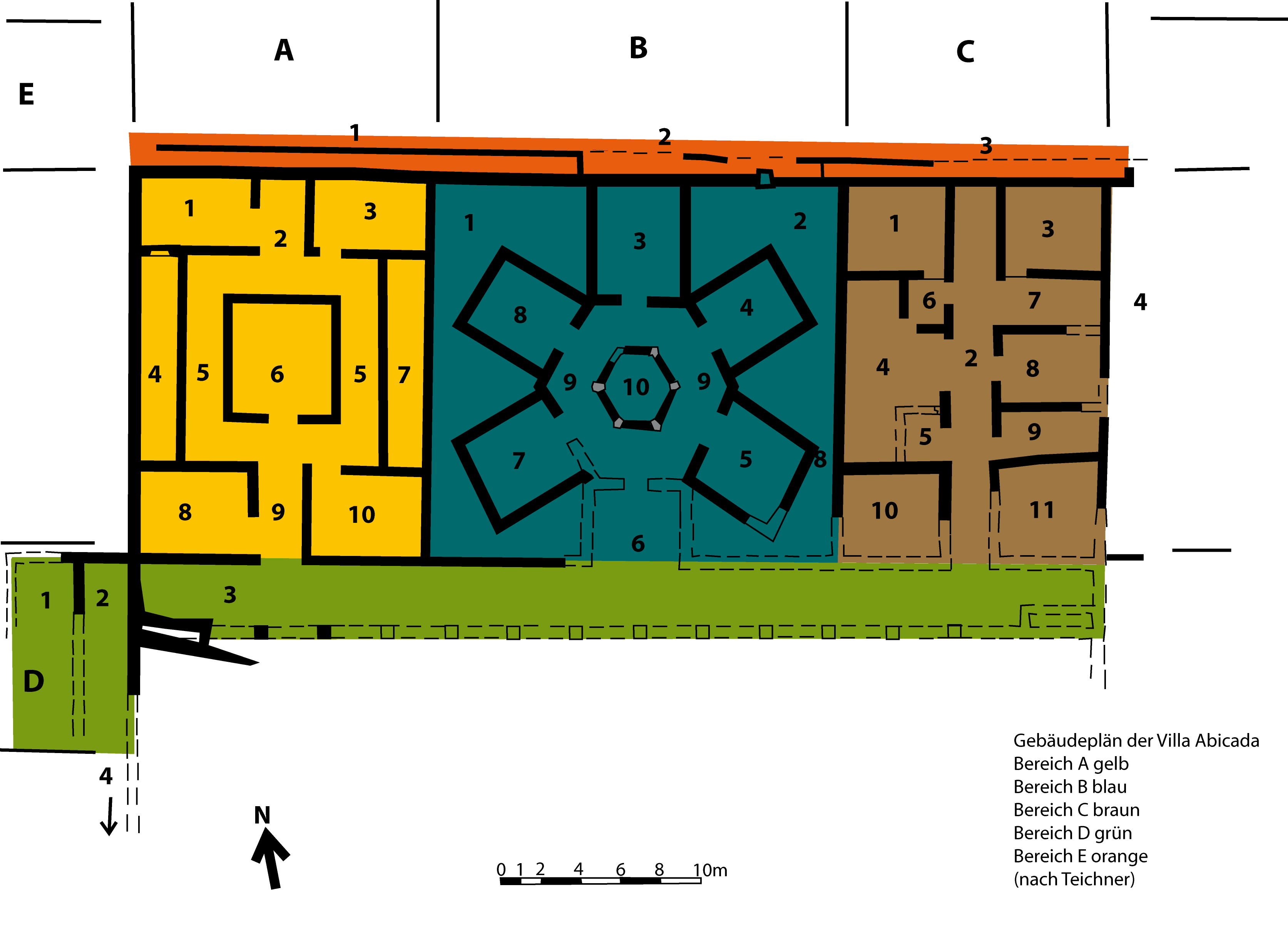
Gebäudeplan der Villa Abicada Bereich A gelb; Bereich B blau; Bereich C braun; Bereich D grün; Bereich E orange (nach Teichner)

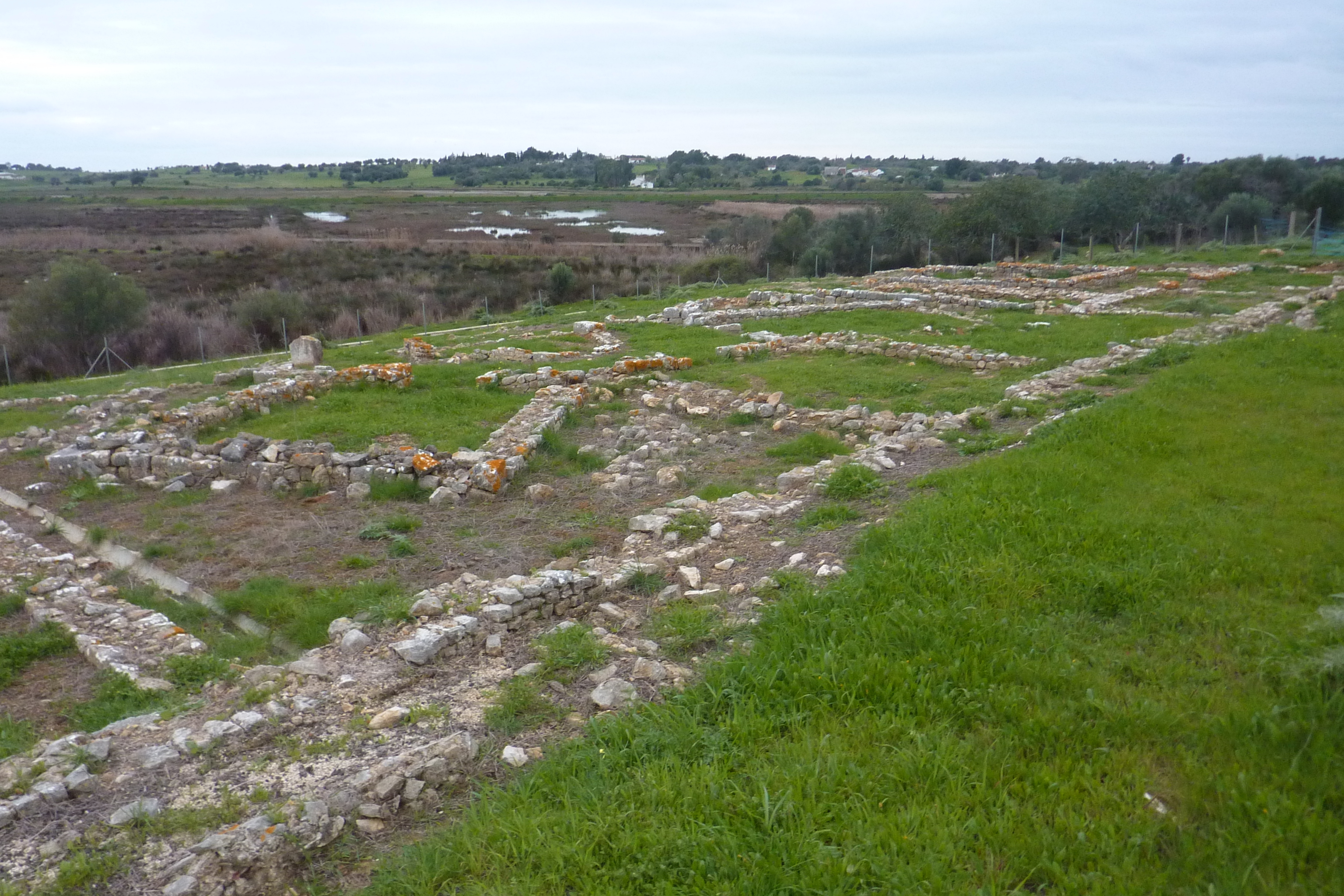
Luftaufnahme des Villenareals

Die Anlage umfasst eine Fläche von ca. 2000 m² und liegt heute 8 m über dem Meeresspiegel. Einteilbar ist sie in fünf eigenständige Bereiche (A–E). Mit 1300 m² Gebäudegröße nehmen die Bereiche A–C der villa mit über 30 Räumen den größten Teil ein. Dabei handelt es sich um eine pars urbana mit angegliederter Portikus (Bereich D). Die Räume erstrecken sich von West nach Ost, wobei sie dem Hangverlauf folgen.

### Bereich A
Für den Westteil mit den Räumen A1–10 wird eine Nutzung als Privatbereich angesprochen. Die Räume gruppieren sich um einen Zentralraum (A 6), der von einem Gang (A5) umgeben wird. Insgesamt nimmt dieser Bereich eine Fläche von 250 m² ein. Der Zugang zu den Räumen erfolgte wie in den andern Bereichen über die portikus (D3). Zwei Ziergärten (A4 und 7) lassen sich aufgrund des fehlenden Fußbodens identifizieren. Die übrigen Räume dienten als Wohn- und Schlafräume.

### Bereich B
Der Mittelteil des Gebäudekomplexes (Bereich B) diente als repräsentativer Empfangsbereich. Über die portikus (D3) und einen Vorraum (B6) gelangte man in einen hexagonalen Innenraum (B9) mit einem sich der Raumform anpassendem Wasserbecken (B10). Bleierne Wasserleitungen und die Auskleidung mit opus caementitium belegen die Nutzung von B10 als Wasserbecken. An den Ecken erhoben sich Säulen, die das Becken einfassten. Die Räume B1 und B2 dienten als Übergangsflächen zwischen den beiden rechteckig gestalteten Bereichen A und C sowie dem polygonalen Grundriss von B. Ob sie als Wohnräume dienten, ist ungewiss, vor allem, da weder Zugänge noch Fußböden nachgewiesen wurden. Die Räume B3 – B5 sowie B7 – 8 gruppieren sich um den hexagonalen Innenhof und besitzen eine rechteckige Grundfläche.

### Bereich C
Bereich C umfasst mit den Räumen C1–11 den Ostteil der Anlage. Aufgrund fehlender Mosaikböden wird dieser Bereich als Wirtschaftstrakt angesehen. Hier sollen Lagerräume, Küche und Quartiere der Sklaven gewesen sein. Eine genaue funktionelle Zuordnung der einzelnen Räume ist aufgrund des Erhaltungszustandes nicht möglich.

### Bereich D
Die portikus (D3) schloss sich direkt an die Wohnbereiche an und war wie diese auf den Zusammenfluss der beiden Flüsse und somit das Meer ausgerichtet. D4 bezeichnet die pars rustica. Sie besteht aus mehreren Bassins zur Verarbeitung von Meeresfrüchten. Verbunden war dieser Teil der Anlage mit dem Hauptgebäude über Gang D2.

### Bereich E
Bereich E besteht aus einem nördlich des Hauptgebäudes liegenden Kanalsystem (Drainage) sowie aus einem weiteren Raumgeviert, das sich östlich anschließt. Das Kanalsystem bestand aus Bleirohren, die in einem Schotterbett lagen. Welche Funktion die von den Mauerresten eingefassten Räumen hatten, lässt sich zum jetzigen Zeitpunkt nicht sagen.

### Das direkte Umfeld
Da es im direkten Umland an landwirtschaftlicher Fläche mangelt, bezog die villa ihren Reichtum aus dem nahe gelegenen Meer. 20 m südlich der villa fand Formosinho die Überreste der pars rustica. Die gefundenen Becken wurden zur Verarbeitung der vor der Küste gefangenen Meeresfrüchte genutzt. Direkt nach der Freilegung wurden die Becken durch den Grundbesitzer zerstört. Ein auf dem Areal gelegener Pier zeugt ebenfalls von der Nutzung maritimer Ressourcen.

## Die Mosaiken

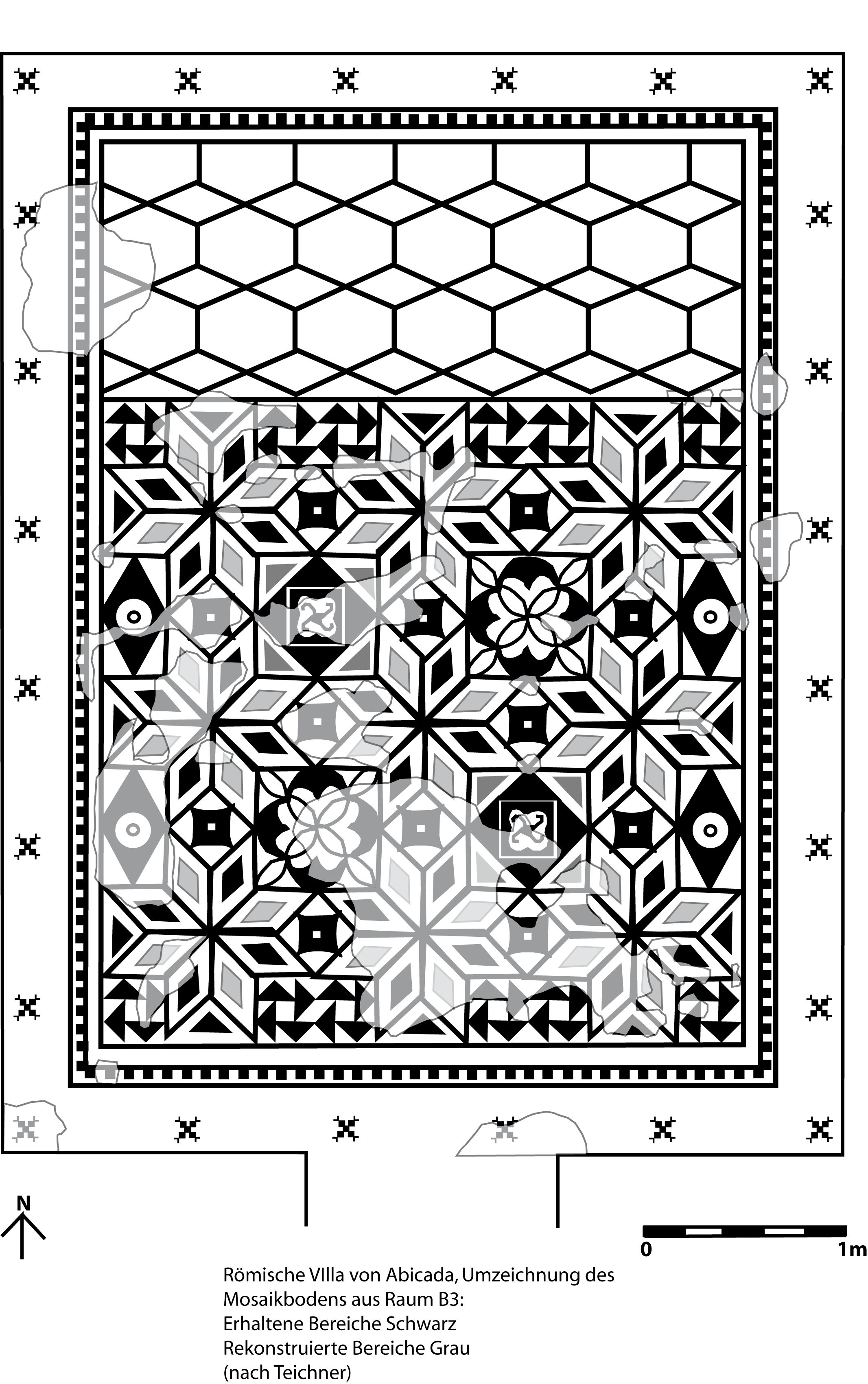
Römische Villa von Abicada, Umzeichnung des Mosaikbodens aus Raum B3:
Erhaltene Bereiche Schwarz; Rekonstruierte Bereiche Grau; (nach Teichner)

Mosaikböden fanden sich in fast allen Räumen der Bereiche A und B. Auf eine Schicht aus opus caementitium wurden prachtvolle Muster aus tesserae gelegt. Die Mosaike sind polychrom und zeigen geometrische und florale Muster. Aber auch Gefäße sind dargestellt. Die tesserae aus verschiedenen Steinarten kommen im Grau, Rot, Weiß und Blau vor.

## Funde
Die in den 1930er Jahren ergrabenen Funde befinden sich im Museum Formosinko in Lagos. Das Fundensemble besteht hauptsächlich aus Metallartefakten wie Blei- und Bronzegegenständen. Sie sind für die Zeit der Ausgrabungen nicht untypisch, da organische Materialien meist nicht als Fundgut interpretiert wurden. Auf Grund der fehlenden Stratifizierung geben die Funde leider keinen aussagekräftigen Überblick.
Die Realien setzen sich aus Werkzeugen des Fischereigewerbes, Kosmetikartikeln, einer Glasplatte mit Kragenrand (1. Jahrhundert n. Chr.) und wenigen Stücken Gebrauchskeramik sowie Amphoren, die in die mittlere Kaiserzeit datieren, zusammen. Ebenso fand man Münzen aus späteren Siedlungsphasen, darunter zwei aus konstantinischer Zeit, die übrigen laut Prägung aus theodosianischer Zeit. Im Befund enthalten war zusätzlich ein mit opus caementitium eingefasstes Fisch-/Garumbecken (cetariae). Dies lässt Rückschlüsse auf die Vermarktung maritimer Ressourcen zu und untermauert die Klassifizierung als villa maritima.